# Ataques a tiros em Beltway

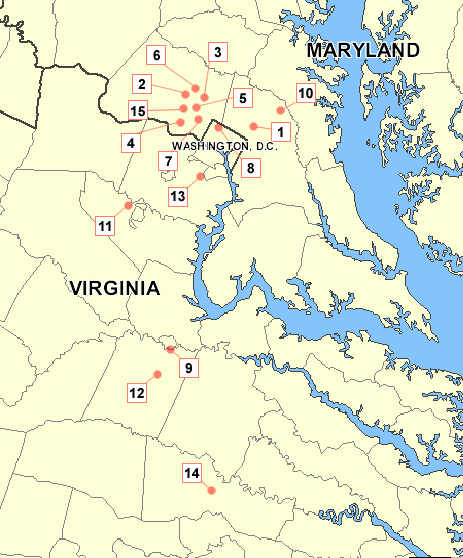
Localizações dos 15 ataques a tiros do atirador numerada cronologicamente. Nota: Não há morto na localização "2".

Os ataques a tiros em Beltway (também conhecidos como ataques de atiradores de Beltway ) foram uma série de tiroteios coordenados que ocorreram durante três semanas em outubro de 2002 no Distrito de Columbia, Maryland e Virgínia. Dez pessoas foram mortas e três outras ficaram gravemente feridas na Área Metropolitana de Baltimore-Washington e ao longo da Interestadual 95 na Virgínia.
Os atiradores eram John Allen Muhammad (41 anos na época) e Lee Boyd Malvo (17 na época), que viajavam em um Chevrolet Caprice sedã azul 1990. A onda de crimes, que começou em fevereiro de 2002, incluiu assassinatos e roubos nos estados do Alabama, Arizona, Flórida, Geórgia, Louisiana e Texas e em Washington, DC, que resultou em 7 mortes e 7 feridos; em dez meses, os atiradores mataram 17 pessoas e feriram outras 10.
Em setembro de 2003, Muhammad foi condenado à morte e, em outubro, Malvo, um jovem, foi condenado a seis sentenças consecutivas de prisão perpétua sem liberdade condicional. Em novembro de 2009, Muhammad foi executado por injeção letal.
Em 2017, o Tribunal de Apelações dos Estados Unidos para o Quarto Circuito anulou as três sentenças de prisão perpétua de Malvo sem liberdade condicional na Virgínia em recurso, com uma nova condenação ordenada de acordo com a decisão da Suprema Corte no caso Miller v. Alabama, 567 US 460 , 132 S.Ct. 2455 (2012), que considerou que as sentenças de prisão perpétua para jovens criminosos sem possibilidade de liberdade condicional violaram a Oitava Emenda da Constituição dos Estados Unidos. A Suprema Corte dos Estados Unidos concedeu certiorari, com alegações orais realizadas em 16 de outubro de 2019. Em caso de nova sentença, a pena mínima de prisão de Malvo será determinada por um juiz; a pena máxima disponível seria prisão perpétua. A decisão não se aplica às seis sentenças de prisão perpétua que Malvo recebeu em Maryland. Em 25 de fevereiro de 2020, após a aprovação de uma lei da Virgínia permitindo que aqueles que estão cumprindo prisão perpétua por crimes cometidos antes dos 18 anos de idade busquem libertação após cumprir 20 anos, o caso da Suprema Corte dos EUA foi encerrado em o pedido de advogados de ambos os lados.